# Actenonyx
Actenonyx is een geslacht van kevers uit de familie van de loopkevers (Carabidae). De wetenschappelijke naam van het geslacht is voor het eerst geldig gepubliceerd in 1846 door White.

## Soorten
Het geslacht Actenonyx is monotypisch en omvat slechts de volgende soort:
- Actenonyx bembidioides White, 1846